# 山下紅畝
山下 紅畝（やました こうほ、1884年〈明治17年〉4月20日 - 1977年〈昭和52年〉10月25日）は、女流日本画家。日本画会会員。多くの日本画を描き残すと共に、多くの弟子を育成することで、郷里の香川県の日本画壇に貢献した人物である。本名は山下くら、または山下久良子。旧姓は中田。

## 経歴
香川県那珂郡丸亀葭町（現・丸亀市葭町）で誕生した。高松高等女学校（現・香川県立高松高等学校）を卒業後、女子高等教育への進学率が0.1%という時代にあって、東京女子高等師範学校へ進学。1906年（明治39年）に同校を卒業後に、奈良女子高等師範学校で教員として勤めた。
1907年（明治40年）、東京女子高等師範学校の研究課程技芸科に入学した。この在学中に色彩の研究の傍らで、同校の教師であった日本画家の荒木十畝に絵画の指導を受け、荒木より「紅畝」の雅号を受けた。
卒業後は母校の教壇に助教授として立つ一方で、荒木十畝の門下に残って、荒木の画塾で画法の向上に尽力した。日本絵画展や万国博覧会画展などの入選を経て、1918年（大正7年）に『朝』が文展に入選し、女流画家としての知名度を得た。1920年（大正9年）には、まだ女性が入学不可であった帝国大学に、初の女子聴講生として迎えられた。
1922年（大正11年）に、当時の衆議院議員だった山下谷次と結婚した。政治家の妻として、また三男二女の母として多忙な日々を送った。このために女流画家として注目を集めながらも、山下の妻として専念するために、絵画から離れた。
1936年（昭和11年）に夫と死別し、遺児を育て上げた後に、1951年（昭和26年）に丸亀に帰郷した。晩年は中津万象園で過ごし、画業の傍らで、多くの弟子をとって絵画を教え、香川県の日本画壇の発展に大きく貢献した。1977年10月に、満93歳で死去した。

## 没後
丸亀帰郷後に遺した作品は、香川県内の金刀比羅宮博物館、高松市美術館、丸亀市区民館蓬莱閣、高松酒造会館大広間などに展示されている。
晩年を過ごした万象園が女子少年院「丸亀少女の家」の近隣だった縁で、同院に2点の作品が寄贈されている。中でも大作の『孔雀に罌粟』は1957年（昭和32年）、72歳のときに描かれた作品であり、同院の少女たちを見守る存在として講堂に長く飾られ、紅畝の代表作の1つにも数えられている。京都書院による『日本の花鳥画 昭和編』にも、昭和を代表する百の日本画の一つとして収録されている。